# Cao đẳng Kinh tế Đối ngoại
Trường Cao đẳng Kinh tế Đối ngoại (tiếng Anh: College Of Foreign Economic Relation) là một trung tâm đào tạo nguồn nhân lực từ bậc cao đẳng trở xuống. Trường trực thuộc Bộ Công thương được thành lập theo quyết định số 48/TTg ngày 24/01/1997 của Thủ tướng Chính phủ và quyết định số 0883/BTM-QĐ ngày 07/03/1997 của Bộ Thương mại.
Trường đồng thời cũng là trung tâm nghiên cứu và thực nghiệm khoa học công nghệ phục vụ công tác đào tạo, sản xuất, kinh doanh, dịch vụ trong ngành thương mại và xã hội, góp phần phát triển kinh tế xã hội và sự nghiệp giáo dục đào tạo của quốc gia.

## Chất lượng đào tạo

### Đội ngũ giảng viên
Tính đến tháng 11 năm 2017, trường có 359 giảng viên. Trong đó có 2 phó Giáo sư, 9 tiến sĩ, 129 thạc sĩ và 120 giảng viên có trình độ đại học.

## Ban Giám Hiệu

### Hiệu trưởng:
- TS. Lê Ngọc Trung

### Phó Hiệu trưởng:
- TS. Nguyễn Minh Tiến

## Quá trình hình thành & phát triển[2]
Trường Cao đẳng Kinh tế Đối ngoại được nâng cấp từ Trường Kinh tế Đối ngoại Trung ương, là Trường được hợp nhất từ các trường qua những giai đoạn
- Tháng 12/1976: Trường Trung học Vật tư II được thành lập theo quyết định số 1058/VT-QĐ ngày 28/12/1976
- Tháng 09/1976: Trường Trung học Thương nghiệp Cần Thơ được thành lập theo quyết định số 26/TN-QĐ ngày 05/09/1976
- Tháng 04/1977: Trường Trung học Ngoại thương được thành lập sau được đổi tên thành Trường Kinh tế Đối ngoại
- Tháng 11/1990: Trường Trung học Thương mại Trung ương III được thành lập theo quyết định số 1100/TN/QĐ, ngày 24/11/1990 trên cơ sở hợp nhất các trường: Trung học Thương nghiệp Cần Thơ, Trung học Thương nghiệp Thủ Đức và Trung học Vật tư II
- Tháng 12/1995: Trường Trung học Thương mại Trung ương III hợp nhất với trường Kinh tế Đối ngoại thành Trường Kinh tế Đối ngoại Trung ương
- Tháng 01/1997: Trường Kinh tế Đối ngoại Trung ương được nâng cấp lên Cao đẳng với tên là Trường Cao đẳng Kinh tế Đối ngoại theo quyết định số 48/TTg ngày 24/01/1997

## Cơ cấu tổ chức[2]

### Phòng ban
- Phòng Quản lý đào tạo và nghiên cứu khoa học
- Phòng Hành chính - Nhân sự
- Phòng Công tác sinh viên và kết nối doanh nghiệp
- Phòng Tài chính Kế toán
- Phòng Đầu tư quản trị
- Phòng Khảo thí và đảm bảo chất lượng

### Khoa - Bộ môn
- Khoa Thương mại Quốc tế
- Khoa Quản trị Kinh doanh
- Khoa Tài chính - Kế toán
- Khoa Ngoại ngữ
- Bộ môn Khoa học cơ bản

### Trung tâm
- Trung tâm Tư vấn Dịch vụ Đầu tư & Thương mại (ITSCC)
- Trung tâm đánh giá năng lực kế toán quốc tế (ACCA)

### Cơ sở
- Cơ sở Cần Thơ

Trường đang đào tạo các bậc
Ngành nghề đào tạo:
1. Kinh doanh Xuất nhập khẩu
2. Logistics
3. Quản trị Kinh doanh
4. Marketing Thương mại
5. Quản trị Nhà hàng – Khách sạn
6. Thương mại Điện tử
7. Quản trị dịch vụ du lịch và lữ hành
8. Quản lý siêu thị
9. Kế toán Doanh nghiệp
10. Tài chính Doanh nghiệp
11. Tiếng Anh Thương mại
12. Tiếng Anh Du lịch
13. Công nghệ tài chính (Fintech)
14. Thu mua
15. Kế toán số
16. Quản trị kinh doanh bất động sản

### V. Liên kết
Trường cũng thực hiện tốt các hoạt động hợp tác quốc tế, hội thảo khoa học, duy trì mối quan hệ với các trường đại học trong và ngoài nước đã được ký kết. Hiện trường đang liên kết, hợp tác đào tạo với các trường, trung tâm như:
- William Jessup University (US)
- University of Victoria (Australia)
- Meiho University (Taiwan)
- Assumption University (Thailand)
- University of Asia and the Pacific (Philippines)
- Lyceum of the Philippines
- University Marie-Victoria College (Canada)
- ĐH Kinh Tế TP.HCM (hợp tác chiến lược trên 3 lĩnh vực: hợp tác quốc tế, hợp tác đào tạo và hợp tác về chuyên môn),
- ĐH Thương mại (đào tạo các lớp chuyên đề nâng cao, tổ chức hội thảo khoa học quốc tế, hệ Vừa làm vừa học, Hệ liên thông từ CĐ lên ĐH với các chuyên ngành: quản trị doanh nghiệp thương mại, Kế toán doanh nghiệp thương mại, Marketing quốc tế);
- Viện nghiên cứu phát triển và đào tạo nhân lực Đông Nam Á…

## Cơ sở đào tạo và cơ sở vật chất

### Trụ sở chính
- Địa chỉ: 287 Phan Đình Phùng, P.15, Q. Phú Nhuận, TP. Hồ Chí Minh.
- Điện thoại: (028)38 446 320 – (028)38 459 971 - 028 73000387
- Fax: (028)38 421 106
- Email: cofer@cofer.edu.vn
- Được trang bị các điểm truy cập internet không dây (wifi).

### Quận 5, TPHCM
- Địa chỉ: 81 Trần Bình Trọng. P.1, Quận 5, TP. Hồ Chí Minh.
- Điện thoại: (028)39 234 363 – (028)39 234 078
- Được trang bị thư viện, 04 phòng máy tính với 220 máy nối mạng, các phòng thực hành nghiệp vụ và các điểm truy cập internet không dây (wifi).

### Quận Phú Nhuận, TPHCM
- Địa chỉ: 269 Phan Xích Long, P.2, Quận Phú Nhuận, TP. Hồ Chí Minh.
- Điện thoại: (028) 73000387 Ext: 212
- Được trang bị các điểm truy cập internet không dây (wifi).

### Thành phố Thủ Đức, TPHCM
- Địa chỉ: 106A Đại lộ 3, Phường Phước Bình, Thành phố Thủ Đức, TP. Hồ Chí Minh.
- Được trang bị 04 phòng máy tính với 320 máy nối mạng, các phòng thực hành nghiệp vụ và các điểm truy cập internet không dây (wifi).

### Bình Thủy, Cần Thơ
- Địa chỉ: Số 8 Lê Hồng Phong, Phường Trà An, Quận Bình Thủy, TP Cần Thơ.
- Điện thoại: (0292)2 212 440 – (0292)3 841 257
- Fax: (0292)3 841 257
- Email: cosocantho@cofer.edu.vn
- Được trang bị thư viện, 01 phòng máy tính với 35 máy nối mạng, các phòng thực hành nghiệp vụ và các điểm truy cập internet không dây (wifi).